# Shadow Dancing
Shadow Dancing ist ein Lied von Andy Gibb aus dem Jahr 1978, das von ihm, Barry, Robin und Maurice Gibb geschrieben wurde. Es erschien auf dem gleichnamigen Album.

## Geschichte
Während der Arbeiten zum Film Sgt. Pepper's Lonely Hearts Club Band schrieben die Bee Gees mit Andy Gibb das Lied. "Und eines Nachts", erinnerte sich Andy Gibb in einem Interview, "rauften uns zusammen, während wir entspannten und mussten anfangen Tracks für das neue Album zusammenbringen. Also setzten wir uns hin und in buchstäblich zehn Minuten hatten wir eine Gruppe, die den Chorpart sang. Wie es unter dem Lied steht, hatten wir alle Songs im Album geschrieben, wir vier".
Die Veröffentlichung war am 14. April 1978, in den Vereinigten Staaten, Kanada und Brasilien wurde die Disco-Nummer ein Nummer-eins-Hit. Die Recording Industry Association of America zeichnete den Song mit einer Platin-Schallplatte aus.
Im Juli desselben Jahres spielte Gibb Shadow Dancing in den Jai-Alai Fronton Studios in Miami, als die Bee Gees unerwartet zu ihm kamen und das Lied mit ihm auf der Bühne sangen. Es war das erste Mal, dass alle vier Brüder den Hit live sangen.
In der Episode Geil auf Miss Ellen von South Park konnte man den Song hören.

## Coverversionen
- 1978: Markku Aro (Anna aikaa)
- 1978: Georges Jouvin
- 1982: The Alan Tew Orchestra
- 1995: The Moonlight Orchestra
- 1999: CoCo Lee
- 2021: Dee Gees (Foo Fighters)